# اسبو (خلخال)

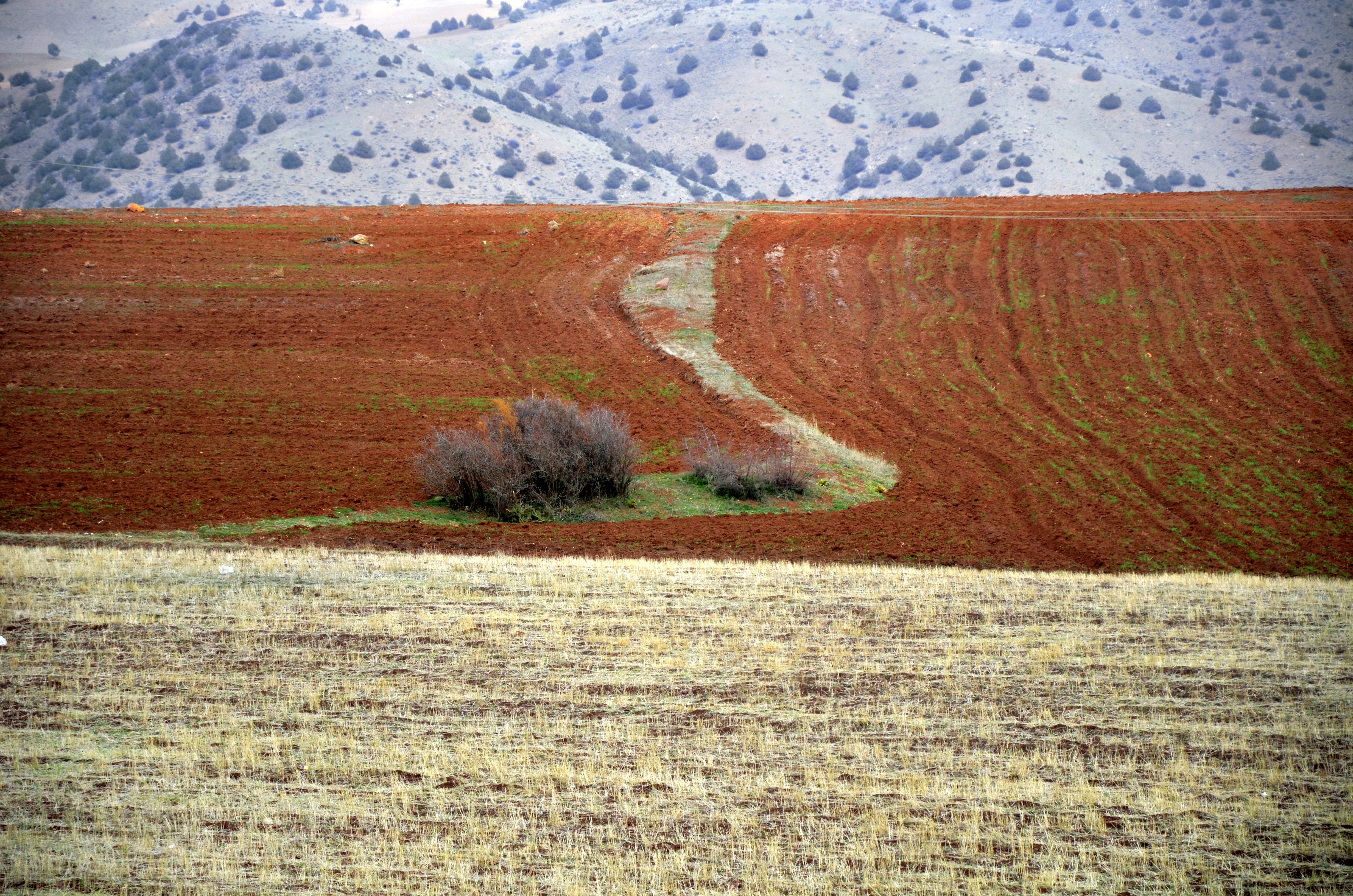
اسبو خلخال

اسبو روستایی است که در استان اردبیل، شهرستان خلخال، بخش شاهرود، دهستان شاهرود قرار دارد. اهالی اسبو مانند دیگر روستاهای بخش شاهرود به زبان تاتی سخن می‌گویند.این روستا در ۲۵ کیلومتری جنوب شهر خلخال قرار دارد.

## جمعیت
بر اساس سرشماری سال ۱۳۸۵ جمعیت این روستا ۴۳۸ نفر با ۱۳۱ خانوار بوده است.

## جاذبه‌های گردشگری
- آبشار نره گر
- امامزاده سید ابراهیم که از نوادگان امام موسی کاظم هستند.
- رودخانه شاهرود و باغات کنار دست آن